# Гарби, Исмаэль
Исмаэ́ль Гарби́ А́льварес (фр. Ismaël Gharbi Álvarez; родился 10 апреля 2004, Париж) — французский и испанский футболист, полузащитник клуба «Брага».

## Клубная карьера
Выступал за молодёжную команду клуба «Париж» с 2010 по 2016 год. В 2016 году присоединился к футбольной академии клуба «Пари Сен-Жермен». 1 августа 2021 года дебютировал в основном составе «Пари Сен-Жермен», выйдя на замену Арно Калимуэндо в матче Суперкубка Франции против «Лилля». 19 декабря 2021 года дебютировал в Кубке Франции в матче против «Феньи-Онуа». 8 мая 2022 года дебютировал во французской Лиге 1 в матче против клуба «Труа». В июне 2022 года подписал свой первый профессиональный контракт до июня 2025 года.
1 сентября 2023 года отправился в сезонную аренду в швейцарский клуб «Лозанна Уши».

## Карьера в сборной
В 2021 году дебютировал в составе сборной Франции до 18 лет.
В 2022 году дебютировал в составе сборных Испании до 18 и до 19 лет.

## Достижения
«Пари Сен-Жермен»
- Чемпион Франции: 2022/23